# Grabina (województwo małopolskie)
Grabina – wieś w Polsce położona w województwie małopolskim, w powiecie bocheńskim, w gminie Bochnia.
W latach 1975–1998 miejscowość administracyjnie należała do województwa tarnowskiego.
Integralna część wsi: Dąbie.

## Położenie miejscowości
Grabina znajduje się na Pogórzu Wiśnickim w dolinie Polanki i jej dopływów, na wysokości ok. 228–338 m n.p.m.

## Zarys historii
W czasie I wojny światowej na terenie miejscowości miały miejsce krwawe walki między wojskami austro-węgierskimi i rosyjskimi w ramach tzw. operacji limanowsko-łapanowskiej. Pozostałością po tych walkach jest odnowiony w 1988 cmentarz wojenny nr 337 – Grabina.
20 stycznia 1945 oddział Armii Krajowej zaatakował wycofujące się jednostki Wehrmachtu. Silne jednostki niemieckie zmusiły partyzantów do odwrotu do wsi Grabina a następnie do lasu poza wsią. Niemcy po zajęciu wsi zabili 13 mieszkańców i spalili 11 gospodarstw. W walce poległo pięciu partyzantów.